# テレーゼ・フォン・リヒテンシュタイン
テレーゼ・マリア・ヨーゼファ・マルタ・フォン・ウント・ツー・リヒテンシュタイン（Therese Maria Josepha Martha von und zu Liechtenstein, 1850年7月28日 - 1938年3月13日）は、ドイツ＝ボヘミア系の大貴族リヒテンシュタイン家の公女。

## 生涯
リヒテンシュタイン公アロイス2世とその妻の伯爵令嬢フランツィスカ・キンスキーの間の第10子、九女として、マリア・エンツェルスドルフ（オーストリア・ニーダーエスターライヒ州）のリヒテンシュタイン城で生まれた。1882年4月12日にウィーンにおいて、バイエルン王子アルヌルフと結婚した。夫妻は間に一人息子ハインリヒ（1884年 - 1916年）をもうけたが、息子は第1次世界大戦で戦死した。